# Daddicus Finch
«Daddicus Finch» (укр. «Таттікус Фінч») — дев'ята серія тридцятого сезону мультсеріалу «Сімпсони», прем'єра якої відбулась 2 грудня 2018 року у США на телеканалі «Fox».
Серія присвячена пам'яті ілюзіоніста Рікі Джея, який помер за 8 днів до того у віці 72 років.

## Сюжет
Коли роль Ліси вирізають зі шкільної п'єси, Гомер йде з нею за покупками, щоб підбадьорити її. Він напоказ висловлює огиду до сексуалізованого брендингу, змушуючи Лісу розглядати його як Аттікуса Фінча із книги «Убити пересмішника», яку їй задали прочитати. Гомер відповідає на подяку Ліси, і удвох проводять час разом, включно з переглядом фільму «Убити пересмішника».
Після інциденту з допомогою Барта Красті ховається у малобюджетному цирку. Він знаходить там своє щастя як справжній цирковий клоун.
Тим часом Барт, відчуваючи себе знехтуваним, відвідує шкільного психотерапевта, який радить йому проявити увагу до себе. Він змінює ключі від машин на бар-міцві. Після витівки мешканці Спрінґфілда формують натовп і йдуть до дому Сімпсонів, щоб як покарання вбити Барта. Ліса говорить з натовпом, заспокоюючи їхній гнів на подив Гомера.
Наступного дня Мардж дізнається, що Ліса побилася з Бартом в школі, тому що Барт образив Гомера. Мардж пропонує, щоб Гомер сказав Лісі не поважати його так сильно, оскільки це завдає шкоди родині. Ліса вирішує, що так буде краще після того, як Гомер переконав її, що він завжди буде його батьком. Зрештою, Гомеру стало сумно, але приходить в норму, коли Меґґі використовує жести, щоб сказати йому, що б не сталося, вони завжди будуть любити один одного.
У фінальній сцені Барт не може вирішити, що зробити. Зрештою, він вирішує вдарити Гомера в зад. Однак на той час голова Гомера тепер знаходиться на тілі робота, але Барт все одно копає його…
Під час титрів показуються зображення, на яких Ліса возз'єднується з Гомером, а Мардж — з Бартом.

## Виробництво
Спочатку серія повинна називатися «Lisa Has a Crush on Homer» (укр. «Ліса закохана в Гомера»), проте, в серпні 2018 року її було перейменовано на «Daddicus Finch».

## Ставлення критиків і глядачів
Під час прем'єри серію переглянули 4,33 млн осіб з рейтингом 1.6, що зробило її найпопулярнішим шоу на каналі «Fox» тієї ночі.
Денніс Перкінс з «The A.V. Club» дав серії оцінку B-, сказавши, що серія — «це прекрасний спосіб зрозуміти, як Сімпсони можуть продовжувати змушувати своїх головних героїв знову і знову стикатися з одними і тими ж конфліктами, навіть після 600 з гаком епізодів… Серія розчаровує поспішністю і незграбністю».
Тоні Сокол з «Den of Geek» дав серії чотири з половиною з п'яти зірок, сказавши:
|  | Це дуже сильна серія «Сімпсонів». Вона знаходить інший кут огляду для того, що серіал завжди залишається гострим у своєму арсеналі, книзі або кіно сатирі. Однак, епізод працює так, бо рухається швидко… Отримати кадри з оригінального фільму 1962 року [«Убити пересмішника»] також є великим плюсом і помітним відходом від постійно анімаційного серіалу. |

Згідно з голосуванням на сайті The NoHomers Club більшість фанатів оцінили серію на 5/5 із середньою оцінкою 3,8/5.